# 阿替韦单抗
阿替韦单抗（英语：Atoltivimab）是一种针对扎伊尔埃博拉病毒糖蛋白的人单克隆抗体。它通常作为固定剂量组合阿替韦单抗/玛替韦单抗/奥西韦单抗的一部分出现，主要用于治疗扎伊尔埃博拉病毒。